# Murad Pahari
Mirza Murad o Murad Pahari (8 de juny de 1570- fou el segon fill de l'emperador mogol Akbar el Gran.
Fou educat per Faydi i des de 1580 els pares montserratins i després Aquaviva van ser cridats per ensenyar-li portuguès i el cristianisme bàsic. El 1577 ja va rebre el seu primer mansab de 7000 i el 1584 va rebre el de 9000. El 1590 fou nomenat governador de Malwa i el 1592 governador del Gujarat. El 1593 va dirigir l'exèrcit mogol al Dècan i el 1596 va imposar al sultà d'Ahmednagar la cessió del Berar. Va restar com a governador del Dècan però sense aconseguir nous èxits.
Va morir el maig del 1599.